# Erster Indisch-Pakistanischer Krieg

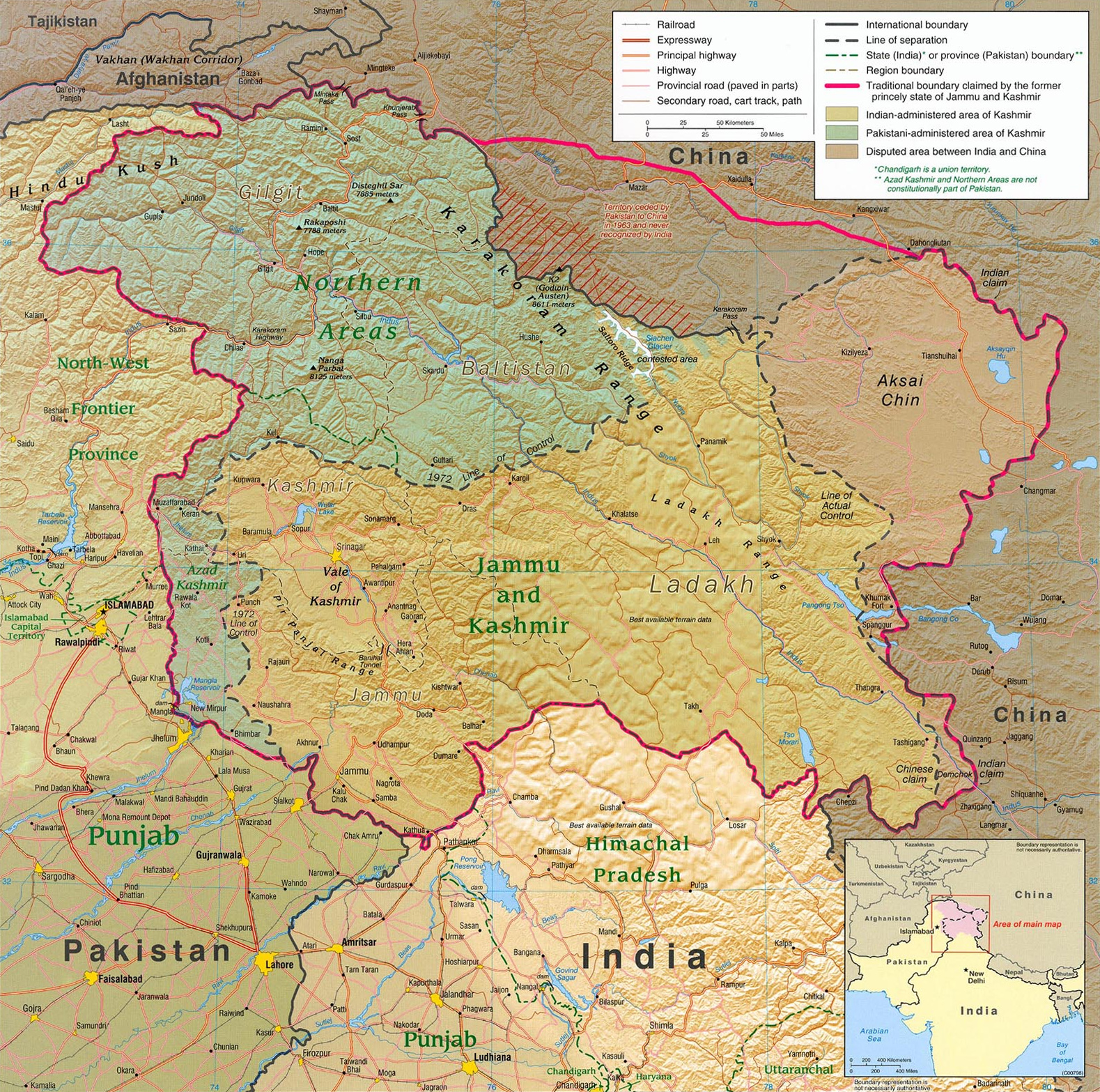
Karte von Kaschmir

Der Erste Indisch-Pakistanische Krieg, auch Erster Kaschmirkrieg, war die erste kriegerische Auseinandersetzung der südasiatischen Staaten Indien und Pakistan um die von beiden Seiten beanspruchte Region Kaschmir, die nach der Teilung Indiens formal einen unabhängigen Staat bildete. Er begann im Oktober 1947 mit dem Eindringen paschtunischer Freischärler in den formal unabhängigen Staat Kaschmir und endete im Januar 1949 mit der De-facto-Zweiteilung Kaschmirs in einen indisch und einen pakistanisch verwalteten Teil.

## Ursachen
Der von einer hinduistischen Herrscherfamilie regierte, aber überwiegend muslimische Fürstenstaat Kaschmir konnte während der britischen Kolonialzeit einen halbselbstständigen Status bewahren. Nach der Unabhängigkeit Pakistans und Indiens am 14. bzw. 15. August 1947 wurde Kaschmir zunächst ein unabhängiger Staat. Die Aufteilung von Britisch-Indien wurde im Indian Independence Act geregelt. Artikel 2 (4) löste die britische Oberhoheit über die Fürstenstaaten mit Wirkung vom 15. August 1947 auf. Im Act wurde auch das Entscheidungsrecht der Staaten über ihren Beitritt zu Indien oder Pakistan und ihr Recht zur Unabhängigkeit anerkannt.
Als sich die Teilung Indiens in einen hauptsächlich hinduistischen und einen vorwiegend muslimischen Staat abzeichnete, wurde den nicht unmittelbar der britischen Kolonialverwaltung unterstellten Fürstenstaaten freigestellt, sich für die Zugehörigkeit zu einem der beiden Staaten zu entscheiden. Hari Singh, Maharaja von Kaschmir, verzögerte jedoch seine Entscheidung mit der Absicht, nach der Teilung des Subkontinents in Pakistan und Indien selbst die volle Unabhängigkeit zu erlangen. Auf Grund der muslimischen Bevölkerungsmehrheit in Kaschmir erhob Pakistan Anspruch auf das Land, ebenso Indien, das sein Anrecht mit der säkularen Philosophie der Unabhängigkeitsbewegung unter Führung der Kongresspartei begründete. Die säkulare Bewegung Jammu & Kashmir National Conference unter ihrem charismatischen Oberhaupt Scheich Mohammed Abdullah, die für eine stärkere Einbindung der kaschmirischen Bevölkerung in die Politik des Staates kämpfte, pflegte enge Beziehungen zur Kongresspartei. Zudem stammte Jawaharlal Nehru, ab 1947 erster Premierminister Indiens, aus einer wohlhabenden kaschmirischen Hindu-Familie.

## Kriegsausbruch
Es gab eine muslimische Revolution im Poonch und dem Mirpur-Gebiet und am 22. Oktober 1947 drangen paschtunische Stammeskrieger unter pakistanischem Kommando ohne vorherige Ankündigung von Westen kommend nach Kaschmir ein, um dessen Anbindung an Pakistan zu erzwingen. Die Truppen des Maharadschas hatten dem überraschenden Angriff wenig entgegenzusetzen, so dass der Weg in die Hauptstadt Srinagar nach kurzen Gefechten frei war. Teile der vorwiegend muslimischen Armee Kaschmirs waren aus Sympathie für die pakistanischen Freischärler zum Gegner übergelaufen. Im Punch-Tal westlich von Srinagar wurde am 24. Oktober das autonome Azad Kashmir („Freies Kaschmir“) ausgerufen. Der Maharadscha entließ den zuvor inhaftierten Scheich Abdullah aus der Gefangenschaft und sandte ihn mit der Bitte um militärischen Beistand nach Indien, welcher unter der Bedingung des Anschlusses Kaschmirs umgehend entsprochen wurde. Nach der Unterzeichnung der Beitrittserklärung griffen indische Truppen am 27. Oktober in die Auseinandersetzung ein. Der Konflikt dehnte sich zum Krieg zwischen Indien und Pakistan aus, obwohl es von keiner Seite zu einer offenen Kriegserklärung gekommen war.

## Verlauf
Indische Luftlandetruppen besetzten am 27. Oktober die Hauptstadt Srinagar, verhinderten die unmittelbar bevorstehende Einnahme durch pro-pakistanische Einheiten und drängten diese aus dem Kaschmirtal nach Westen ins Punch-Tal zurück. In Gilgit im Norden Kaschmirs revoltierten Soldaten des Maharajas und wechselten auf die Seite Pakistans. Sie erhielten Unterstützung aus Chitral, einem Fürstenstaat, der sich Pakistan angeschlossen hatte.
Im Dezember geriet der indische Vormarsch gegen Azad Kashmir wegen logistischer Schwierigkeiten ins Stocken. Die Azad-Kashmir-Einheiten konnten sich regenerieren; die Front stabilisierte sich.
Im Frühjahr 1948 reagierte Indien mit einer groß angelegten Offensive, welche die Beteiligung regulärer pakistanischer Soldaten provozierte. Bis dahin hatte Pakistan lediglich Freischärler und Aufständische unterstützt, erst ab Mai 1948 griff es direkt auf deren Seite in den Krieg ein, vor allem in den nördlichen Gebieten. Im August gelang ein Vorstoß über Skardu und Kargil bis nach Khalatse. Ab November gewann die indische Armee an allen Fronten die Oberhand und eroberte mit der Operation Easy den Großteil Ladakhs bis einschließlich Kargil zurück, wo die Offensive auf Grund von Nachschubproblemen zum Stillstand kam. In der Operation Easy wurden zur Einnahme des Zoji-La-Passes erstmals auch Panzer eingesetzt.
Der Krieg endete am 1. Januar 1949 mit einem von den Vereinten Nationen ausgehandelten Waffenstillstand. Die Zahl der Toten wird auf 5000 auf pakistanischer und 3000 auf indischer Seite geschätzt.

## Ergebnisse
Kaschmir verlor seine Unabhängigkeit und ist seit dem Ende des Krieges de facto geteilt. Die UN-Waffenstillstandslinie (Ceasefire Line, später als Line of Control (LOC) bezeichnet) wurde zur De-facto-Grenze zwischen Indien und Pakistan, aber von keiner Seite je als offizielle Grenzlinie anerkannt. Zwei Drittel Kaschmirs (darunter das zentrale Kaschmirtal, die Region um die zweitgrößte Stadt Jammu und der größte Teil des buddhistischen Ladakh) verblieben bei Indien und bildeten seit 1957 den Bundesstaat Jammu und Kashmir, der 2019 in die Unionsterritorien Jammu und Kashmir und Ladakh aufgeteilt wurde.
Ein Drittel des Gebietes, bestehend aus dem heutigen Gilgit-Baltistan (von 1970 bis 2009 unter der Bezeichnung Nordgebiete) und Azad Kashmir, wurde Pakistan zugesprochen. Beide Seiten erheben Anspruch auf das gesamte Territorium. Die Lösung der Kaschmirfrage steht nach wie vor aus. Die Vereinten Nationen verpflichteten 1949 beide Länder zur Abhaltung einer Volksabstimmung über den zukünftigen Status Kaschmirs, die aber nie stattgefunden hat (Stand 2023). Zudem wurde die UN-Mission UNMOGIP eingerichtet, die den Waffenstillstand entlang der Line of Control überwachen soll.